# قرارداد اجتماعی اداره خودمختار شمال و شرق سوریه
قرارداد اجتماعی فدرالیسم دموکراتیک شمال [و شرق] سوریه که نامی برای قانون اساسی اداره خودمختار شمال و شرق سوریه به شمار می‌رود، یک قانون اساسی است که در منطقۀ ادارۀ خودمختار شمال و شرق سوریه وضع شده که به صورت دوفاکتو اعلام خودمختاری نموده‌است. این قانون ابتدا در ۲۹ ژانویۀ ۲۰۱۴ و در زمانی اعلام شد که حزب اتحاد دموکراتیک که بزرگترین حزب سیاسی در منطقه محسوب می‌شود خودمختاری سه ناحیۀ این منطقه را از حکومت سوریه اعلام کرد. مادۀ ۱۲ این قانون تصریح می‌کند که منطقۀ خودمختار «بخشی از تمامیت سوریه» باقی می‌مانند که پیش‌گامی در فدرالیزاسیون سوریه به شمار می‌آید. در ۲۹ دسامبر ۲۰۱۶ نسخۀ تجدیدنظرشده‌ای از این قانون به تصویب کمیتۀ نظارت شورای مؤسسان نظام فدرالی دموکراتیک روژاوا-شمال سوریه رسید.
قرارداد اجتماعی ادارۀ خودمختار شمار و شرق سوریه به لحاظ بین‌المللی توجه بسیاری را به خود جلب کرد و به دلیل تصدیق صریح حقوق اقلیت‌ها، برابری جنسیتی و شکلی از دموکراسی مستقیم که با عنوان کنفدرالیسم دموکراتیک شناخته می‌شود مورد توجه بسیاری قرار گرفته‌است.

## زمینه
هنگامی که در سال ۲۰۱۱ جنگ داخلی سوریه گسترش یافت، احزاب کرد و به ویژه حزب اتحاد دموکراتیک از جانبداری از طرفین جنگ خودداری کردند. هنگامی که در اواسط سال ۲۰۱۲ نیروهای حکومت سوریه از مناطق شمالی عقب‌نشینی کردند تا با شورشیان عمدتاً عرب در مناطق دیگر بجنگد، گروه‌های کردی به تدریج کنترل قدرت را در دست گرفتند. در ۱۲ ژوئیۀ ۲۰۱۲ دو اتحاد سیاسی عمده در منطقۀ خودمختار، جنبش جامعه دموکراتیک (که حزب اتحاد دموکراتیک (پ.ی.د) نیز در آن عضویت دارد) و شورای میهنی کرد (اَ.ن.ک.س)، شورای عالی کرد را تشکیل دادند که از هر دو جریان تشکیل شده‌بود و به هیئت حاکمه در سه کانتون عفرین، کوبانی و جزیره تبدیل شد که به صورت یک‌جانبه اعلام خودمختاری کرده‌بودند. حزب اتحاد دموکراتیک و شاخۀ مسلح‌اش یگان‌های مدافع خلق (ی.پ.گ) به نیروی مسلط تبدیل شد. اندکی بعد حزب اتحاد دموکراتیک و دیگر احزاب متحدش در جنبش جامعۀ دموکراتیک به صورت یک‌جانبه در نوامبر ۲۰۱۳ تأسیس حکومتی را اعلام کردند و همچنین کمیته‌ای را نیز برای نگارش قانون اساسی انتقالی تعیین کردند. با این وجود آن‌ها در ژانویۀ ۲۰۱۴ با تشکیل حکومتی ائتلافی متشکل از جنبش جامعه دموکراتیک و شورای میهنی کرد موافقت کردند، هرچند این توافق دوام چندانی نداشت.

## تجدیدنظر و ارائۀ نسخۀ‌ جدید
نسخۀ‌ اولیۀ این قانون تحت عنوان منشور قرارداد اجتماعی در در ۲۹ ژانویۀ ۲۰۱۴ ارائه شد. این متن تا سال ۲۰۱۶ مورد توافق بود، اما پس از آزادی بسیاری از مناطقی که در تصرف داعش بود و پیوستن آن‌ها به فدراسیون دموکراتیک شمال روژاوا-سوریه ضرورت بازنگری در مفاد آن نیز مطرح شد. پس از آنکه طی کنفرانسی در روز ۱۷ مارس ۲۰۱۶ در رمیلان نظام فدرالی اعلام شد، شورای مؤسسان کمیته‌ای ۳۱ نفره را برای تدوین قانون اساسی این نظام جدید که در آن زمان نظام فدرالی دموکراتیک روژاوا-شرق سوریه نامیده می‌شد انتخاب کرد. «کمیتۀ نظارتِ شورای مؤسسانِ نظام فدرالی دموکراتیک روژاوا-شمال سوریه» نیز طی نشستی در شهر مالکیه در روزهای ۲۷ و ۲۸ ژوئن ۲۰۱۶ نسخۀ نهایی قرداد اجتماعی را در ۸۵ ماده تهیه کرد. این متن جدید سپس در ۲۹ دسامبر ۲۰۱۶ ارائه و در ۵ ژانویۀ ۲۰۱۷ به تصویب رسید.

### نسخۀ اولیۀ قرارداد اجتماعی
نسخۀ اول متن که منشور قرارداد اجتماعی نامیده می‌شد یک دیباچه و ۹۶ ماده را شامل می‌شد. این ۹۶ ماده در نُه بخش سازمان یافته‌بود: بخش اول اصول کلی (مواد ۱۲-۱) فهرستی از اصول کلی را ارائه می‌کرد. در این بخش مادۀ ۴ ساختار حکومت و مادۀ ۳ و ۵ مراکز اداری هر کانتون را فهرست می‌کرد و مادۀ ۱۲ نیز تصریح می‌کرد که روژاوا بخشی از تمامیت سوریه است. بخش دوم اصول پایه (مواد ۲۰-۱۳) اصول پایه‌ای را در بر می‌گرفت. بخش سوم حقوق و آزادی‌ها (مواد ۴۴-۲۱) شامل فهرستی از حقوق و آزادی‌ها بود، که در آن مادۀ ۱۲ به اعلامیه جهانی حقوق بشر، میثاق بین‌المللی حقوق مدنی و سیاسی و میثاق بین‌المللی حقوق اقتصادی، اجتماعی و فرهنگی ارجاع داشت. بخش چهارم شورای قانونگذاری (مواد ۵۳-۴۵) مسئولیت‌های شورای قانونگذاری را تعیین می‌کرد. بخش پنجم شورای اجرایی (مواد ۶۲-۵۴) مسئولیت‌های شورای اجرایی را تعیین می‌کرد. بخش ششم شورای قضایی (مواد ۷۵-۶۳) مسئولیت‌های شورای قضایی را تعیین می‌کرد. بخش هفتم کمیسیون عالی انتخایات (ماده ۷۶) مسئولیت‌های کمیسیون عالی انتخابات را تعیین می‌کرد. بخش هشتم دادگاه عالی قانون اساسی (مواد ۸۰-۷۷) مسئولیت‌های دادگاه عالی قانون اساسی را تعیین می‌کرد. بخش نهم نیز که قوانین عمومی نام داشت (مواد ۹۶-۸۱) فهرستی از قوانین عمومی را ارائه می‌داد که شامل معیاری برای تصحیح قانون اساسی و حکومت نظامی بود. بر اساس مادۀ ۹۵ بخش نهم، فهرست بخش‌های شورای اجرایی عبارت بود از: ۱- بدنۀ روابط خارجی، ۲- بدنۀ‌ دفاع، ۳- بدنۀ‌امور داخلی، ۴- بدنۀ دادگستری، ۵- بدنۀ شوراهای کانتونی و شهرداری و شورای برنامه‌ریزی و سرشماری وابسته به آن، ۶- بدنۀ مالی و وابسته به آن: الف) کمیتۀ مقررات بانکی ب) کمیتۀ گمرک و مالیات غیرمستقیم، ۷- بدنۀ امور اجتماعی، ۸- بدنۀ آموزش، ۹- بدنۀ کشاورزی، ۱۰- بدنۀ انرژی، ۱۱- بدنۀ بهداشت، ۱۲- بدنۀ تعاون تجاری و اقتصادی، ۱۳- بدنۀ امور شهیدان و کهنه‌سربازان، ۱۴- بدنۀ فرهنگ، ۱۵- بدنۀ حمل و نقل، ۱۶- بدنۀ ورزش و جوانان، ۱۷- بدنۀ محیط زیست،‌ گردشگری و اشیای تاریخی، ۱۸- بدنۀ امور دینی، ۱۹- بدنۀ خانواده و برابری جنسیتی، ۲۰- بدنۀ حقوق بشر، ۲۱- بدنۀ ارتباطات، ۲۲- بدنۀ امنیت غذایی.

### تغییرات در نسخۀ جدیدتر
نسخۀ جدیدتر قرارداد اجتماعی که در ۲۹ دسامبر ۲۰۱۶ ارائه شده‌است، یک دیباچه ۸۳ ماده را در ۴ بخش شامل می‌شود. دیباچه با حفظ تأکید بر تکثر هویتی و ماهیت غیرناسیونالیستی نظام فدرالیستی، به شیوۀ متفاوتی بازنویسی شده که انتقاداتی از سیستم دولت-ملت را دربر می‌گیرد. در بخش اول اصول کلی (مواد ۱۶-۱) فهرستی از اصول کلی آمده که مجدداً بازنویسی شده و متفاوت از نسخۀ‌قبلی است. بر اساس مادۀ یکم نام رسمی این سند از منشور قرارداد اجتماعی که در نسخۀ قبلی آمده بود به قرارداد اجتماعی فدرالیسم دموکراتیک شمال سوریه تغییر یافته‌است. همچنین در مادۀ ۵ که در رابطه با پرچم فدرالیسم دموکراتیک صحبت شده، از «فدراسیون دموکراتیک سوریه» نیز صحبت شده که پیش‌دستی قانونگذاران در اعمال سیستم فدرالیستی در سراسر سوریه را نشان می‌دهد. بر اساس این ماده و نیز دیگر موادی که در آن به «فدراسیون دموکراتیک سوریه» اشاره شده سیستم فدرالی شمال بخشی از سوریۀ یکپارچه و فدرال خواهد بود. سوگند خوردن که در نسخۀ قبلی در مادۀ ۸۶ بخش نهم و تنها در مورد اعضای مجلس قانونگذاری امده بود به اصول کلی منتقل شده و اندکی تغییر یافته‌است. بخش دوم حقوق و آزادی‌های عمومی (مواد ۴۶-۱۷) با حفظ روح برابری‌خواهانۀ نسخۀ قبلی تغییرات متعددی داشته‌است. در مادۀ ۱۷ این بخش (همجون مادۀ ۲۱ نسخۀ پیشین) فدراسیون پایبندی خود را به «اعلامیه‌ی جهانی حقوقِ بشر و تمامی منشورهای حقوقِ بشر» اعلام کرده و در مادۀ ۱۸ نیز مجازات اعدام را صراحتاْ ممنوع دانسته‌است. همچنین کار و بهره‌کشی از کودکان که در مادۀ ۲۹ نسخۀ قبل منع شده‌بود با لحنی قاطع‌تر در مادۀ ۴۶ ممنوع دانسته شده‌است. بخش سوم نظام اجتماعی (مواد ۷۰-۴۷) در نُه فصل تنظیم شده‌است. فصل اول مسائلی را مربوط به «کمون‌ها، نهادهای اجتماعی، اتّحادیه‌ها و شوراها» بیان می‌کند که نظام دموکراسی مستقیم فدراسیون بر اساس آن‌ها شکل گرفته‌است. فصل دوم به شوراهای مقاطعه‌ها (شهرستان‌ها) و هیئت‌های اجرایی آن‌ها پرداخته‌است. فصل سوم نظام کانتون‌‌ها، حقوق، اختیارات و مسئولیت‌های آن‌ها، شورای خلقی کانتون و شورای اجرایی آن را معین کرده‌است. فصل چهارم به کنگرۀ دموکراتیک خلق‌ها و تشکیل و سازمان‌یابی آن، وظایف آن، و وظایف هیئت رئیسۀ آن پرداخته‌است. همچنین شورای اجرایی فدراسیون و وظایف آن در این فصل آمده‌است. فصل پنجم (مادۀ ۶۳) به بنیاد رسانه، نشر و اطلاع‌رسانی می‌پردازد. فصل ششم (مادۀ ۶۴) به نیروی دفاع مشروع می‌پردازد که بر اساس آن نیروهای دموکراتیک سوریه نیروی دفاعی مسلح فدراسیون دموکراتیک شمال سوریه دانسته شده‌است. این در حالی است که در نسخۀ قبلی در مادۀ ۱۵ وظیفۀ دفاع مسلحانه بر عهدۀ یگان‌های مدافع خلق بود که فعالیت آن به سه کانتون محدود می‌شد. فصل هفتم (مواد ۶۶-۶۵) به شورای قرارداد اجتماعی و وظایف آن می‌پردازد. فصل هشتم (مواد ۶۹-۶۷) به نظام دادگستری، اصول آن و شیوه‌های سازمان‌دهی و مبانی عملی آن می‌پردازد. فصل نهم از بخش سوم (مادۀ ۷۰) نیز به کمیسیون عالی انتخابات می‌پردازد. نهایتاً بخش چهارم مقررات عمومی (مواد ۸۳-۷۱) نیز برخی دیگر از اصول کلی سیستم فدرالی دموکراتیک بیان شده که در نسخۀ قبلی قرارداد اجتماعی وجود نداشت.

## محتوا و ساختار کلی

### دیباچه
بر اساس مادۀ یکم دیباچۀ قرارداد اجتماعی جزء لاینفک این سند محسوب می‌شود. متن دیباچه بدین شرح است:
ما، مردمِ روژاواـ‌شمال سوریه، شاملِ کرد، عرب، سریانی، آشوری، ترکمن، ارمنی، چچن، چرکس، و مسلمانان، مسیحیان، ایزدیان و پیروانِ مذاهب و فرقه‌های مختلف، اذعان می‌کنیم که دولت ملّی (ملّت‌-دولت)، کردستان، بین‌النهرین و سوریه را به مرکزی برای آشوب و هرج‌و‌مرج در خاورمیانه بدل کرده و برای مردم ما مشکلات، بحران‌های جدی و درد و رنج به بار آورده‌است.
رژیمِ ملی‌گرای استبدادی، که نسبت به بخش‌های مختلف مردمِ سوریه ناعادلانه بوده، کشور را به ‌سوی ویرانی و فروپاشی بافت اجتماعی کشانده‌است. برای خروج از این وضعیت آشوب و هرج‌و‌مرج، نظام فدرال دموکراتیک بهترین راه‌حل مسائل تاریخی، اجتماعی و ملی در سوریه است.
«فدراسیون دموکراتیک شمال سوریه» مبتنی بر یک مفهومِ جغرافیایی و تمرکززدایی اداری و سیاسی، و بخشی از فدراسیون دموکراتیک سوریۀ متحد است.
نظام فدرال دموکراتیک تفاهمی، تضمین‌کنندۀ مشارکت برابر همۀ افراد و گروه‌ها در گفتگو، تصمیم‌گیری و اجرای امور است. این نظام پذیرای تفاوت‌های قومی و دینی با توجه به مشخصه‌های هر گروه و بر اساس اصول هم‌زیستی متقابل و برادری مردمان است. برابری همۀ مردم در حقوق و وظایف را تضمین می‌کند، به منشورهای حقوق بشر احترام می‌گذارد و حافظ صلح داخلی و جهانی است.
در چارچوب نظام فدرال دموکراتیک تفاهمی، همۀ اقشار مردم، به‌ویژه زنان و جوانان، سازمان‌ها و نهادهای دموکراتیک خود را تشکیل می‌دهند. نظام فدرال دموکراتیک، آزادی فعالیت‌های سیاسی، اجتماعی و فرهنگی و همچنین بهره‌مندی از تمام مزایای زندگی آزاد و برابر را تضمین می‌کند.
نظام فدرال دموکراتیک شمال سوریه در این قرارداد، وام‌دار ارزش‌های اخلاقی و مادی تمدن دموکراتیک خاورمیانه است. این سند با ارادۀ آزاد تمامِ بخش‌های شمال سوریه و مطابق با اصول ملت دموکراتیک مورد توافق قرار گرفته‌است.
| اصول کلی - (مواد ۱۶-۱)               | بخش اول اصول کلی فهرستی از اصول کلی است. بر اساس مادۀ ۶ فدراسیون دموکراتیک حافظ سوریۀ متحد است. |
| حقوق و آزادی‌های عمومی - (مواد ۴۶-۱۷) | بخش دوم حقوق و آزادی‌های عمومی شامل فهرستی از حقوق و آزادی‌های عمومی است. مادۀ ۱۷ به اعلامیه جهانی حقوق بشر و دیگر منشورهای حقوق بشر ابراز وفاداری می‌کند. |
| نظام اجتماعی - (مواد ۷۰-۴۷)          | بخش سوم نظام اجتماعی در ۹ فصل تدوین شده‌است. در این فصول مسائل مربوط به دموکراسی مستقیم در قالب کمون‌ها، نهادهای اجتماعی، اتحادیه‌ها و شوراها، شوراهای شهرستان‌ها و هیئت‌های اجرایی آن‌ها، سیستم کانتون‌ها و شوراهای خلقی و اجرایی آن‌ها، کنگرۀ دموکراتیک خلق‌ها، شورای اجرایی فدراسیون، بنیاد رسانه، نشر و اطلاع‌رسانی، نیروی دفاع مشروع، شورای قرارداد اجتماعی، نظام دادگستری، و کمیسیون عالی انتخابات ذکر شده‌است. |
| مقررات عمومی - (مواد ۸۳-۷۱)          | بخش چهارم مقررات عمومی برخی از اصول کلی سیستم فدرالیسم دموکراتیک را تعیین می‌کند. |